# Peltostaura pelias
Peltostaura pelias är en fjärilsart som beskrevs av Sergius G. Kiriakoff 1967. Peltostaura pelias ingår i släktet Peltostaura och familjen tandspinnare. Inga underarter finns listade i Catalogue of Life.